# 야마다 나나
야마다 나나(일본어: 山田 菜々, 1992년 4월 3일 ~ )는 일본의 탤런트이다. 본명, 나카야마 나나(中山 菜々).
오사카부 출신.

## 내력

### NMB48 이전
- 2005년, 《하로프로 칸사이 오디션 2005》에 참가해 합격, 하로프로 칸사이(하로! 프로젝트의 칸사이 연수생)로서 채용되어, 업프론트 칸사이에 소속.
- 2008년 4월 12일, 연수 종료, SI☆NA의 멤버가 된다.
- 2009년 7월 25일, 학업에 전념하기 위해, SI☆NA를 졸업. 예능 활동을 일단 휴지.

### NMB48 멤버로서
2010년
- 9월 20일, 《NMB48 오프닝 멤버 오디션》에 합격 (응모 총수 7256명, 최종 합격자 26명).
- 10월 9일, 《AKB48 도쿄 가을 축제》에서 NMB48 제1기 연구생 26명 중 1명으로서 피로연되어, NMB48로서의 활동을 개시.
- 12월 18일, 오사카 돔에서 개최된 〈AKB48 Beginner【통상반】전국 악수회 이벤트 《AKB48 축제》 powered by 네모우스 TV〉에서, NMB48 제1기 연구생 25명 중 1명으로서, 서프라이즈 라이브를 실시해, 〈보고 싶었어〉, 〈NMB48〉[1]을 피로.

2011년
- 1월 1일, NMB48 극장의 오토시로, 《NMB48 1기생 공연 〈누군가를 위해서〉》가 개최되어, 선발 멤버 16명 중 한 명으로서 공연 데뷔. 〈코이케〉에서는 토크를 오사카벤으로 담당했다.
- 3월 10일, NMB48 제1기 연구생 25명 중에서 16명 중 1명으로서 팀N의 멤버로 선출되었다.
- 5월 25일 발매한 AKB48 21st 싱글 〈Everyday, 카츄샤〉의 언더 걸즈로 선출되어, AKB48의 악곡에 첫 참가.

2012년
- 5월부터 6월에 걸쳐 실시된 《AKB48 27th 싱글 선발 총선거》에서는 6,683표를 획득해 46위가 되어, 넥스트 걸즈로 선출된다[2]. AKB48 명의로는 21st 싱글 〈Everyday, 캬츄샤〉에 수록된 〈사람의 힘〉이래의 선발 복귀가 되었다.
- 11월 25일에 오사카 부 오사카 시에서 개최된 제2회 오사카 마라톤 2012에 자선 서포터로서 참가.

2013년
- 4월 18일, 오릭스 극장에서 개최된 《NMB48 리퀘스트 아워 세트 리스트 베스트 30 2013》에서, 팀M으로 이적할 예정인 것이 발표되었다. NMB48 내에서의 팀 이적은 이것이 첫 케이스가 되었다.
- 5월 21일, 서포트 멤버로서 팀M으로 이동.
- 5월부터 6월에 걸쳐 실시된 《AKB48 32nd 싱글 선발 총선거》에서는 23,950표를 획득해 28위가 되어, 언더 걸즈로 선출된다[3].

2014년
- 2월 24일, Zepp DiverCity에서 개최된 《AKB48 그룹 대조각 축제》에서, SKE48 팀KII와의 겸임과 팀M의 캡틴을 맡는 것이 발표되었다[4].
- 5월부터 6월에 걸쳐 실시된 《AKB48 37th 싱글 선발 총선거》에서는 23,299표를 획득해 29위가 되어, 언더 걸즈로 선출된다[5].
- 10월 15일, 그랜큐브 오사카에서 개최된 NMB48 결성 4주년 기념 공연 《4th Anniversary Live》 2일째 공연에서 졸업을 발표했다. 졸업 공연은 내년 4월 3일에 행한다[6].

2015년
- 4월 3일, NMB48를 졸업[7].

### NMB48 졸업 후
2015년
- 4월 4일, 소속 사무소를 요시모토 크리에이티브 에이전시로 이적[8].
- 4월 24일, 자신 첫 사진집 《NMB48 졸업 메모리얼 포토 북 야마다 나나 4+3=7》를 발매.

2016년
- 3월, 소속 사무소를 Showtitle로 이적.

2021년
- 3월 31일, 같은 날을 기해 Showtitle를 퇴사해 연예계를 은퇴하는 것을 발표[9][10].

## 인물
- 남동생은 나카야마 유마, 여동생은 NMB48 팀M 야마다 스즈(3남매중1째인야마다 나나(본명:나카야마 나나)-동생:야마다 스즈(본명:나카야마 스즈)-야마다 나나가 졸업한 아이돌 그룹인 NMB48에서 활동중이다.
- 나날의 중요한 사건을 쓰는 노트를 매일 가지고 다니고 있다[11].
- 장점은, 생각나면 즉시 행하는 것.
- 좋아하는 남성의 타입은, 오빠같은 사람.
- 챠밍 포인트는, 넓은 이마.
- 취미는, 음악 감상.
- 휴일에는 가족과 카라오케를 즐긴다.
- 좋아하는 아티스트는, 오쿠 하나코, 소나 포켓, 니시노 카나.
- 동경하는 선배는, 마츠이 레나.
- 오오바 미나와는 생년월일 및 혈액형이 동일.
- 특징적인 목소리로, 〈20살인데 9살인 여동생으로 잘못 알 수 있다〉라고 한탄하고 있는 한편으로, 〈CD 들으면 알기 쉽기 때문에 좋다〉라고 받아 들이고 있는 부분도 있다[12].

### NMB48 관련
- 캐치프레이즈는, 〈사건이야 나나나 나나나[13] 나나~(←《화요 서스펜스 극장》의 OP 테마풍으로) 모두의 하트를 체포하겠어!〉.
- 2012년 4월시점으로, NMB48의 멤버에서 최연장인데다가 20대로, 자매 그룹도 포함해 유일한 〈부 캡틴〉이다.
- 공식 프로필에 기재되어 있는 애칭은 〈나나〉로, NMB48 멤버의 대부분은 이 애칭에 〈짱〉을 붙여서 사용하고 있지만, 캡틴으로 거리도 가까운 야마모토 사야카에게는 〈야마다〉라고 불리고 있다.
- 《스타 히메 사가시타로》에서 행해진 멤버 앙케이트에서, 〈가장 리더십이 있다고 생각하는 멤버〉 제2위로 선택되었다[14].
- NMB48 멤버로부터 여동생으로 삼고 싶다고 자주 듣는다[15].
- 장래의 꿈은, 오사카 성 홀을 만원으로 하는 것이다. NMB48 멤버의 얼굴 사진 비행기를 만들어 준다. 세계 진출.
- NMB48에 들어가 알게 된 것은 〈어머니의 감사함〉[16].
- 만약 멤버에서 여자친구로 한다면, 후쿠모토 아이나[17]. 단지, 한 번 코타니 리호로 바람피고 있던 것 같다. 참고로 같은 질문으로, 후쿠모토로부터도 야마다를 지정했다[18].
- NMB48의 〈오시멘〉은 시로마 미루. 휴대 전화의 대기 화면으로도 하고 있다[19].
- 2012년 2월 8일에 발매된 〈순정 U-19〉은 당초 〈순정 U-18〉의 타이틀로 발매될 예정이였지만, 야마다가 19살이었기 때문에, 스태프가 〈19살인 멤버도 있습니다〉라고 아키모토 야스시에게 전해서, 타이틀이 변경되었던 경위가 있다[20].

## NMB48·SKE48에서의 참가곡

### 싱글 CD 선발곡
NMB48 명의
- 絶滅黒髪少女 / 절멸 흑발 소녀
  - 青春のラップタイム / 청춘의 랩타임
  - 僕が負けた夏 / 내가 진 여름 - 백조 명의
  - 三日月の背中 / 초승달의 등
- オーマイガー! / 오 마이 갓!
  - 僕は待ってる / 나는 기다리고 있어
  - 結晶 / 결정 - 백조 명의
  - 嘘の天秤 / 거짓말의 천칭 - NMB 세븐 명의
- 純情U-19 / 순정 U-19
  - 努力の雫 / 노력의 물방울 - 백조 명의
  - 恋愛のスピード / 연애의 스피드 - NMB 세븐 명의
- ナギイチ / 나기이치
  - 初恋の行方とプレイボール / 첫사랑의 행방과 플레이 볼 - NMB 세븐 명의
  - 僕がもう少し大胆なら / 내가 좀 더 대담하다면 - 홍조 명의
- ヴァージニティー / 버지니티
  - 妄想ガールフレンド / 망상 걸프렌드
  - 僕らのレガッタ / 우리의 레가타 - 백조 명의
- 北川謙二 / 키타가와 켄지
  - 恋愛被害届け / 연애피해신고 - 홍조 명의
- 僕らのユリイカ / 우리의 유레카
  - 届かなそうで届くもの / 닿지 않을 듯 닿는 것
  - 奥歯 / 어금니 - 백조 명의
- カモネギックス / 카모네긱스
  - どしゃぶりの青春の中で / 억수같이 쏟아지는 비의 청춘 속에서 - 백조 명의
- 高嶺の林檎 / 높은 산봉우리의 사과
  - 水切り / 물살가르기 - 홍조 명의
- らしくない / 답지 않아
  - 友達 / 친구
  - 右にしてるリング / 오른쪽에 끼고 있는 링 - 팀M 명의
- Don't look back!
  - 卒業旅行 / 졸업 여행
  - ハート、叫ぶ。 / 하트, 외치다. - 팀M 명의
  - みんな、大好き / 모두, 정말 좋아해

SKE48 명의
- 不器用太陽 / 서투른 태양
  - サヨナラ 昨日の自分 / 안녕 어제의 나 - 팀KII 명의
- 12月のカンガルー / 12월의 캥거루
  - DA DA マシンガン / DA DA 머신 건 - 팀KII 명의

AKB48 명의
- 〈Everyday、カチューシャ Everyday, 카츄샤〉에 수록
  - 人の力 / 사람의 힘 - 언더 걸즈 명의
- 〈ギンガムチェック 깅엄 체크〉에 수록
  - ドレミファ音痴 / 도레미파 음치 - 넥스트 걸즈 명의
- 〈UZA〉에 수록
  - 次のSeason / 다음 Season - 언더 걸즈 명의
- 〈永遠プレッシャー 영원 프레셔〉에 수록
  - HA! - NMB48 명의
- 〈So long !〉에 수록
  - Waiting room - 언더 걸즈 명의
- さよならクロール / 안녕 크롤
- 〈恋するフォーチュンクッキー 사랑하는 포춘 쿠키〉에 수록
  - 愛の意味を考えてみた / 사랑의 의미를 생각해 보았다 - 언더 걸즈 명의
- 〈鈴懸の木の道で「君の微笑みを夢に見る」と言ってしまったら僕たちの関係はどう変わってしまうのか、僕なりに何日か考えた上でのやや気恥ずかしい結論のようなもの 플라타너스 나무가 서 있는 길에서 「네 미소가 꿈에 나왔어」라고 말해버린다면 우리들의 관계는 어떻게 변하는 걸까, 나 나름대로 며칠이고 생각해본 후의 조금 부끄러운 결론처럼〉에 수록
  - 君と出会って僕は変わった / 너와 만나 난 변했다 - NMB48 명의
- 〈前しか向かねえ 앞 밖에 보지 않아〉에 수록
  - KONJO - Talking Chimpanzees 명의
- 〈心のプラカード 마음의 플래카드〉에 수록
  - 誰かが投げたボール / 누군가가 던진 볼 - 언더 걸즈 명의
- 〈希望的リフレイン 희망적 리프레인〉에 수록
  - 歌いたい / 노래하고 싶어 - 카틀레야조 명의
- 〈Green Flash〉에 수록
  - パンキッシュ / 펑키시 - NMB48 명의

### 앨범 CD 선발곡
NMB48 명의
- 《てっぺんとったんで! 텟펜 먹었어!》에 수록
  - てっぺんとったんで! / 텟펜 먹었어!
  - 12月31日 / 12월 31일
  - Lily - 팀N 명의
  - 太宰治を読んだか? / 다자이 오사무를 읽었는가?
- 《世界の中心は大阪や ～なんば自治区～ 세계의 중심은 오사카야 ~남바 자치구~》에 수록
  - イビサガール / 이비사걸
  - “生徒手帳の写真は気に入っていない”の法則 / “학생 수첩의 사진은 마음에 들지 않아” 법칙
  - 夏の催眠術 / 여름의 최면술 - 팀M 명의
  - ピーク / 피크

AKB48 명의
- 《ここにいたこと 여기에 있던 것》에 수록
  - ここにいたこと / 여기에 있던 것
- 《1830m》에 수록
  - いつか見た海の底 / 언젠가 본 바다의 밑바닥 - Up-and-coming girls 명의
  - 青空よ 寂しくないか? / 푸른 하늘이여 외롭지 않은가?
- 《次の足跡 다음 발자국》에 수록
  - JJに借りたもの / JJ에게 빌린 것
- 《ここがロドスだ、ここで跳べ! 여기가 로도스다, 여기서 뛰어라!》에 수록
  - 生き続ける / 계속 살아간다

### 극장 공연 유닛곡
NMB48 명의
팀N 1st Stage 〈누군가를 위해서〉 공연
- 蜃気楼 / 신기루
- 制服が邪魔をする / 교복이 방해를 해
※전원 참가곡이지만, 〈小池 코이케〉에서는 대사 부분을 담당.

팀N 2nd Stage 〈청춘 걸즈〉 공연
- 禁じられた2人 / 금지된 두 사람
- ふしだらな夏 / 흐트러진 여름

팀M 1st Stage 〈아이돌의 새벽〉 공연
- 口移しのチョコレート / 입으로 전하는 초콜릿 (1st UNIT)
- 天国野郎 / 천국 녀석 (2nd UNIT)

팀M 2nd Stage 〈RESET〉 공연
- 心の端のソファー / 마음 속의 소파

SKE48 명의
팀KII 5th Stage 〈레모네이드 마시는 법〉 공연
- 眼差しサヨナラ / 눈빛 사요나라

## 출연

### 드라마
- 위자료 변호사~당신의 눈물, 돈으로 바꿉시다~ (2014년 1월 9일 ~ 3월 27일, 요미우리 TV) - 미즈타니 사라 역

### 영화
- NMB48 게닌! THE MOVIE 오와라이 청춘 걸즈! (2013년 8월 1일, 요시모토 크리에이티브 에이전시)
- NMB48 게닌! THE MOVIE 리턴즈 졸업! 오와라이 청춘 걸즈!! 새로운 출발 (2014년, 요시모토 크리에이티브 에이전시)
- 머스터드 초콜릿 (2017년, 유나이티드 엔터테인먼트) - 주연·츠구미 린코 역

### 무대
- 테일러 버튼 ~빼앗긴 비법~ (2015년 8월 20일 ~ 22일, 소게츠 홀)
- 수슈퍼 단간론파 2 THE STAGE~안녕 절망학원~ (2015년 12월 3일 ~ 13일, Zepp 블루 시어터 롯폰기) - 나나미 치아키 역
- 극단 도쿄 이본느 제11회 공연 〈드보르작의 신세계〉 (2016년 6월 7일 ~ 10일, 스퀘어 에바라 히라츠카 홀)

### 버라이어티
- 스타 히메 사가시타로 〈NMB48 프로젝트〉 (2010년 9월 11일 ~ 2011년 9월 24일, TV 도쿄)
- AKBINGO! (2011년 2월 2일 ~ 2015년 3월 24일 부정기 출연, 닛폰 TV)
- 좋은 아침 아사히 입니다 (2011년 3월 22일 ~ 2014년 3월 25일, ABC TV) - 레귤러 리포터
- 발견! 놀라운! 푸레미야몬! 토요일은 안돼요! (2011년 ~ 2015년 3월 21일, 요미우리 TV)
- 돗킹 48 (2011년 4월 19일 ~ 2013년 3월 26일, 칸사이 TV)
- 나니와 나데시코 (2011년 7월 12일 ~ 12월 28일, 닛폰 TV)
- NMB48 게닌! (2012년 7월 3일 ~ 9월 25일, 닛폰 TV)
  - NMB48 게닌!! 2 (2013년 4월 3일 ~ 6월 19일, 닛폰 TV)
  - NMB48 게닌!!! 3 (2014년 7월 4일 ~ 9월 20일, 닛폰 TV)
- AKB와 ××! (2013년 1월 17일, 요미우리 TV)
- 있어있어 YY 테레비 (2013년 3월 26일, TVQ 큐슈 방송)
- 아리요시 AKB 공화국 (2013년 1월 7일 ~ 14일, TBS)
- NMB랑 마나부 군 (2013년 4월 11일 ~ 2015년 4월 16일, 칸사이 TV)
- 와케아리! 레드 존 (2013년 10월 4일 ~ , 요미우리 TV)
- 블랙 밀리언 (2013년 11월 2일 ~ 2014년 3월 24일, TV 도쿄)
- 앗코에게 맡겨줘 (2014년 2월 16일 ~ 부정기 출연, TBS)
- NMB의 멧챠 바이트 (2014년 7월 8일, 칸사이 TV)
- SKE48 에비쇼! (2014년 7월 28일 ~ 9월 8일, 닛폰 TV)
- SKE48 에비칼초! (2014년 10월 12일 ~ 2015년 1월 4일, 닛폰 TV)
- 아이도리~~~무!! (2015년 2월 1일 ~ , Kawaiian TV) - MC
- 바이킹 (월요 레귤러: 2015년 3월 30일 ~ 10월 5일/전속 리포터: 2015년 11월 23일 ~ , 후지 TV)
- 영화 짱 (2015년 6월 7일 ~ 12월 6일, 채널 NECO)
- 자동차 모험대 (2015년 10월 ~ 2016년 3월, 도쿄 MX TV) - 대원
- AbemaPrime (2016년 4월 12일 ~ , AbemaTV) - 화요일 리포터

### 라디오
- NMB48 학원 (2011년 4월 9일 ~ 2015년 3월 28일, ABC 라디오)
- 라디오 NMB48 (2013년 5월 26일 ~ 2015년 2월 28일, NHK-FM)
- 우리 고챠·마젯!~모여라 양양~ (2015년 4월 18일 ~ , MBS 라디오) - 양양 걸즈 7기생

### CM
- 조지아 에메랄드 마운틴 브랜드 카페오레 (2011년 10월 ~ , 일본 코카콜라) - 토모치카, 츠바키 오니얏코와 공동 출연
- 몬스터 헌터 3G (2011년 11월 ~ , 캡콤) - 토쿠이 요시미 (튜터리얼), 슬림 클럽과 공동 출연
- JOYSOUND (2012년 7월 ~ 10월) - 넥스트 걸즈로서

## 서적

### 사진집
- 야마다 나나 4+3=7 (2015년 4월 24일, 코분샤) ISBN 978-4334902025
- 야마다 나나 사진집 〈nanairo〉 (2016년 8월 10일, 와니 북스) ISBN 978-4847048555

### 캘린더
- 야마다 나나 2016년 캘린더 (2015년 11월 1일, 와니 북스) ISBN 978-4-8470-4784-8